# Bertha Wellin
 (mars 2025).
Si vous disposez d'ouvrages ou d'articles de référence ou si vous connaissez des sites web de qualité traitant du thème abordé ici, merci de compléter l'article en donnant les références utiles à sa vérifiabilité et en les liant à la section « Notes et références ».
En pratique : Quelles sources sont attendues ? Comment ajouter mes sources ?
Bertha Wellin (11 septembre 1870-27 juillet 1951), est une femme politique suédoise et une infirmière. En 1921, elle est l'une des cinq premières femmes élues au Parlement suédois.

## Biographie
Bertha Wellin est la fille du percepteur d'impôts de Vickleby Alrik Wellin et Jenny Melén.

### Carrière d'infirmière
Elle fait ses études d'infirmière au Sophiahemmet de Stockholm et est employée au sein du Stockholm Poor Care.
Elle est membre du conseil d'administration de plusieurs centres médicaux de Stockholm, comme Sophiahemmet (1917). Elle est cofondatrice et membre du conseil d'administration de la Svensk sjuksköterskeförening (« Association suédoise des infirmières ») ou SSF en 1910 et présidente de 1914 à 1933. À partir de 1920, elle est membre du conseil d'administration du Comité de coopération des infirmières nordiques. À partir de 1911, elle est rédactrice en chef du Svensk sjukskötersketidning (« Journal de l'infirmière suédoise »).

### Carrière politique
Elle est élue au conseil municipal de Stockholm de 1912 à 1927. En 1919, elle devient membre du conseil d'administration du Public Health Care. Aux élections législatives de 1921, elle est l'une des cinq premières femmes élues au Parlement suédois après l'introduction du suffrage féminin, aux côtés de Nelly Thüring (social-démocrate), Agda Östlund (social-démocrate) et Elisabeth Tamm (libérale) à la Chambre basse et Kerstin Hesselgren à la Chambre haute. Elle quitte son siège en 1935.
En tant que députée, Bertha Wellin s'engage principalement dans les questions liées à la profession d'infirmière. Conservatrice, son point de vue sur les soins infirmiers est qu'il ne faut pas les considérer comme une profession mais comme un saint appel à la miséricorde. Son action en tant que députée et à la tête de l'Association des infirmières est affectée par ce point de vue, qui bloque les questions concernant des salaires plus élevés et une réduction des heures de travail. Cela provoque progressivement davantage de conflits au sein de l'association des infirmières lorsque celle-ci devient dominée par des infirmières qui ne viennent pas d'un milieu aisé, qui ont besoin de leur salaire pour des raisons financières et souhaitent être considérées comme des professionnelles plutôt que comme des philanthropes. En 1932-1933, le parti professionnel a acquis la majorité au sein de l'association des infirmières et Bertha Wellin se voit contrainte de démissionner de son siège, quittant l'assemblée ainsi que l'association en chantant des psaumes. Elle ne se représente pas aux élections de 1936.
Bertha Wellin reçoit la Médaille Florence-Nightingale en 1935.

## Sources
- « Nordisk familjebok, Wellin, Bertha ». 1904-1926.
- Svenska dagbladets årsbok. Stockholm : Svenska dagbladet. 1936. Sid. 22. Libris 283647
- Dufva, S., G (2010). Classe et genre dans la famille. I H. Strömberg & H. Eriksson (Red.), Genusperspektiv på vård och omvårdnad (s.50).
- Ann-Cathrine Haglund, Ann-Marie Petersson, Inger Ström-Billing, rouge (2004). Moderata pionjärer: kvinnor i politiskt arbete 1900–2000. Stockholm : Sällskapet för moderata kvinnors historia. Livre 9666368.  (inb.) Bertha Wellin, 1870-1951. Högerns första kvinnliga riksdagsledamot avec Stina Nicklasson et Ann-Marie Petersson